# Wereld Gymnaestrada 2019
De Wereld Gymnaestrada 2019 (officieel: 16th World Gymnaestrada 2007 Dornbirn) vond plaats van 7 juli tot 13 juli 2019 in Dornbirn in Vorarlberg (Oostenrijk).
Aan dit Gymnaestrada evenement van de FIG namen er meer dan 18.000 actieve gymnasten en hun coaches uit 66 landen deel, daaronder 336 Nederlandse gymnasten.

## Locatie
De locaties voor de World Gymnaestrada 2019 waren verspreid over het Vorarlbergse Rijndal. De grote groepsvoorstellingen werden gehouden in Bregenz aan het Bodenmeer. In het Birkenwiese Stadion in Dornbirn werden de openings- en slotevenementen en de zogenoemde 'Dornbirn Special' gehouden. Het Trade Exhibition Centre Dornbirn werd zowel gebruikt voor de groepsvoorstellingen als ook voor bijna alle evenementen in de avond. Bovendien waren er acht openluchtpodia in de centra van verschillende steden en dorpen.
Aan de sluitingsceremonie in het Birkenwiese Stadion op 13 juli 2019 namen ongeveer 13.000 atleten uit 20 landen deel.
De deelnemers waren ondergebracht in zogenaamde "National Villages", wat betekent dat alle deelnemers uit hetzelfde land in dezelfde stad of hetzelfde dorp in Vorarlberg waren ondergebracht.

## Doel
De Wereld Gymnaestrada heeft als doel de waarde en veelzijdigheid van algemene gymnastiek over de hele wereld bekend te maken en de interesse van mensen voor beweging en sportactiviteiten te wekken. Algemene gymnastiek brengt gymnasten met verschillende culturele achtergronden bij elkaar om bij te dragen aan een beter begrip tussen de volkeren. Daarboven heeft het tot doel gezondheid, fitness en wereldwijde solidariteit te bevorderen.